# Antonia Brico
Antonia Louisa Brico, née le 26 juin 1902 à Rotterdam (Pays-Bas) et morte le  3 août 1989 à Denver (Colorado), est une cheffe d'orchestre et une pianiste américaine. C'est la première femme à être reconnue internationalement comme cheffe d'orchestre.
Elle est intronisée au Colorado Women's Hall of Fame. C'est aussi l'une des 999 femmes nommées sur le Heritage Floor de l'installation d'art The Dinner Party.

## Jeunesse et éducation
Antonia Louisa Brico est née à Rotterdam aux Pays-Bas d'une union illégitime ; sa mère est une catholique néerlandaise et son père est italien et pianiste. En 1908, à l'âge de six ans, elle émigre aux États-Unis avec ses parents adoptifs et s'installe en Californie. Elle sera élevée sous le nom de Wilhelmina Wolthius.
En sortant de la Haute école technique d'Oakland, elle était déjà une pianiste accomplie et avait de l'expérience en tant que chef d'orchestre. Étudiante à l'Université de Californie à Berkeley, elle travaille comme assistante du chef d'orchestre du San Francisco Opera. Poursuivant ses études en Europe à partir de 1923, elle continue à étudier le piano, notamment sous la direction de Zygmunt Stojowski.
En 1927, elle entre à l'Université des arts de Berlin et en est diplômée deux ans plus tard, faisant d'elle la première personne diplômée originaire des États-Unis. Durant cette période, elle est l'élève de Karl Muck, chef de l'Orchestre philharmonique de Hambourg, auprès duquel elle étudie encore trois ans après son diplôme.

## Documentaire et cinéma
1974 : Antonia: A Portrait of a Woman, documentaire de Jill Godmilow produit par Judy Collins
Le film De Dirigent (Antonia, la chef d'orchestre), écrit et réalisé par Maria Peters, sur la vie d'Antonia Brico, est sorti en France en mars 2020. Le rôle-titre est interprété par Christanne de Bruijn (nl).